# Алейск
Алейск (на руски: Алейск) е град в Русия, административен център на Алейски район, Алтайски край. Населението на града през 2011 година е 29 491 души.

## История
Селището е основано през 1913 година, през 1939 година получава статут на град.

## Население
| Година | Население |
| ------ | --------- |
| 1959   | 28 982    |
| 1970   | 32 487    |
| 1979   | 31 305    |
| 1989   | 30 309    |
| 2002   | 28 551    |
| 2011   | 29 491    |

Населението на града през 2011 година е 29 491 души.

## Побратимени градове
- Арвайхер, Монголия